# Mabea caudata
Mabea caudata är en törelväxtart som beskrevs av Ferdinand Albin Pax och Käthe Hoffmann. Mabea caudata ingår i släktet Mabea och familjen törelväxter. Inga underarter finns listade i Catalogue of Life.